# Jacques Pellegrin
Jacques Pellegrin (Parigi, 12 giugno 1873 – Parigi, 12 agosto 1944) è stato uno zoologo francese.
Autore di oltre seicento pubblicazioni scientifiche, si appassionò allo studio di rettili, anfibi ma soprattutto pesci, classificando 346 nuove specie e specializzandosi in pesci d'acqua dolce del territorio francese e dell'Africa Occidentale Francese.

## Biografia
Figlio di un diplomatico, cresce a Parigi e fin dalla tenera età si appassionò alle scienze naturali, attratto in particolare dallo studio del mondo ittico. Dopo aver approfondito gli studi al liceo Condorcet ed essersi diplomato, nel 1894, in storia naturale, tre anni più tardi viene assunto dal museo nazionale di storia naturale di Francia (Muséum national d'histoire naturelle) ricoprendo l'incarico di preparatore e lavorando con lo zoologo Léon Vaillant (cattedra di zoologia, rettili e pesci). Prima della fine del secolo ha la possibilità di visitare la Grecia dove il padre è console
Consegue in seguito il dottorato di ricerca in medicina (1899) e scienze (1904) per ricevere, nel 1908, la nomina ad assistente alla stessa cattedra.
Grazie agli studi in medicina, durante la prima guerra mondiale gli venne assegnato l'incarico di assistente medico a Parigi A guerra conclusa numerose missioni all'estero, soprattutto nei territori coloniali africani, compiendo studi sulla fauna ittica del lago Ciad,  prima di diventare, nel 1927, vicedirettore del museo, quindi, nel 1937, sostituì Louis Roule (1861-1942) nella cattedra di erpetologia e ittiologia del museo.
Ha pubblicato oltre 600 libri e articoli scientifici, scoperto circa 350 nuove specie, classificando numerosi nuovi taxa di pesci della famiglia Cichlidae, come i generi Astatoreochromis, Astatotilapia, Boulengerochromis, Lepidiolamprologus, Nanochromis e Ophthalmotilapia
In suo onore sono state nominate le seguenti specie:
- Apletodon pellegrini [4]
- Enteromius pellegrini [5]
- Crenicichla pellegrini [6]
- Geophagus pellegrini [7]
- Nemacheilus pellegrini [8]

## Opere
- Contribution à l'étude anatomique, biologique et taxinomique des poissons de la famille des cichlidés, 1903.
- Les Poissons du bassin du Tchad, 1912.
- Les poissons des eaux douces de l'Afrique du Nord Française : Maroc, Algérie, Tunisie, Sahara, 1921.
- Les poissons des eaux douces de l'Afrique occidentale : du Sénégal au Niger, 1923.
- Poissons du Chiloango et du Congo, 1928.
- Les poissons des eaux douces d'Asie-Mineure, 1928
- Les poissons des eaux douces de Madagascar et des îles voisines (Comores, Seychelles, Mascareignes), 1933.[9]